# Čingi-Lingi
Čingi-Lingi es una localidad de Croacia en el municipio de Molve, condado de Koprivnica-Križevci.

## Geografía
Se encuentra a una altitud de 117 m s. n. m. a 119 km de la capital nacional, Zagreb.

## Demografía
En el censo 2011, el total de población de la localidad fue de 9 habitantes.
| Gráfica de población de Čingi-Lingi 1857-2011                       |
|                                                                     |
| Según los censos de población de la oficina estadística de Croacia. |